# 포르투누스 신전
포르투누스 신전(이탈리아어: Tempio di Portuno)은 이탈리아 로마에 있는 고대 로마 신전이다. 이 신전은 고대 로마의 가축 시장이었던 포룸 보아리움 옆에 세워졌으며, 이 시장은 허큘리스와 관련이 있고, 로마에서 가장 오래된 강 항구인 포르투스 티베리누스(Portus Tiberinus)와 테베레강을 가로지르는 가장 오래된 석조 다리인 아이밀리우스 다리와 인접해 있었다. 신전은 아마도 '문지기의 신' 포르투누스에게 봉헌되었을 것으로 보이나, 이 지역에는 그의 것 외에도 여러 다른 신전이 있었기 때문에 정확한 헌정 대상은 명확하지 않다. 르네상스 시대 이후로는 포르투나 비릴리스 신전(Fortuna Virilis, 라틴어로 "남성의 행운")으로 잘못 알려졌으며, 오늘날까지도 이 이름으로 더 잘 알려져 있다. 이 신전은 로마 시대 신전 중 가장 잘 보존된 신전 중 하나다.
이 신전은 열쇠, 문, 가축 그리고 저장고의 신인 포르투누스에게 봉헌되었으며, 도시 안에서 이 신에게 봉헌된 주요 신전이다. 중세 시대에는 이 신전이 기독교 교회로 개조되어 성 마리아 에지치아카(성 이집트의 마리아)라는 이름의 교회로 사용되었다. 20세기 초까지도 교회로 사용되었으나 이후 비성화되어 후기 개조물들이 철거되고 고전 양식의 외관을 되찾은 고고학적 유적으로 복원되었다. 이 복원 작업에는 중세 및 르네상스 시대의 주변 건물 철거도 포함되었다.

## 건축

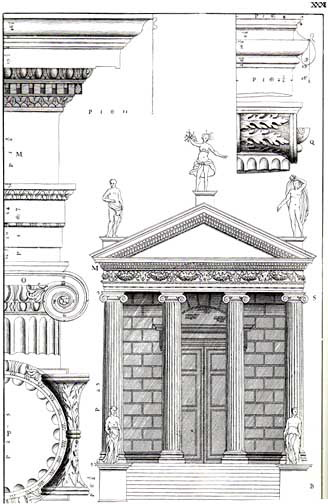
아이작 웨어의 《안드레아 팔라디오 건축 4권》에 실린 "포르투나 비릴리스 신전", 런던, 1738년

이 신전은 테베레강 근처 고대 포룸 보아리움에 있으며, 이오니아 양식으로 지어졌다. 고대에는 이곳이 강이 급히 꺾이는 지점에 위치해 티베리누스 항구를 내려다보고 있었고, 이곳에서 포르투누스는 오스티아에서 도시로 들어오는 소 수송선들을 지켜보았다.
신전은 원래 기원전 3세기 또는 4세기에 건축되었으며, 기원전 120년에서 80년 사이에 재건되었다. 이 직사각형 구조물은 테트라스타일 현관(4기둥)과 본당으로 구성되며, 높은 기단 위에 세워져 있으며 계단을 통해 오를 수 있다. 프랑스 님의 메종 카레와 마찬가지로, 네 개의 이오니아식 기둥이 전면에 서 있고, 깊이는 두 열로 구성된 프로나오스 현관을 가진다. 현관의 기둥은 독립적으로 서 있으며, 긴 측면의 나머지 다섯 기둥과 후면의 네 기둥은 벽면에 반쯤 붙어 있는 반기둥이다. 이러한 형태는 ‘의사주주식(pseudoperipteral)’이라고 부르며, 파르테논 신전처럼 독립 기둥이 사방을 둘러싼 페립테로스식 신전과는 구분된다. 이오니아식 주두(기둥머리)는 원형 양식에 충실하며, 정면과 측면에서의 형상이 다르며, 코너 부분의 볼류트(나선 장식)는 45도 각도로 돌출되어 있는 것이 일반적인 로마의 양식이다. 이 신전은 응회암과 트라버틴으로 지어졌고, 겉면은 스투코로 마감되었다.
만약 이 신전이 4세기까지도 여전히 사용 중이었다면, 로마 제국 말기의 이교도 탄압 시기에 폐쇄되었을 것이다. 오늘날 이 신전이 매우 잘 보존되어 있는 것은 872년에 교회로 전환되었기 때문이다. 그 후 성 마리아 에지치아카(이집트의 마리아)로 재헌정되었다. 이오니아 양식의 아름다움은 16세기 이후로 많은 사람들의 감탄을 자아내며, 여러 번 스케치되고 판화로 제작되었으며 복제되기도 했다. 하지만 원래의 스투코 마감은 현재 대부분 소실되었다.
포르투누스 신전 바로 옆 남동쪽으로는 원형의 헤라클레스 빅토르 신전이 있으며 인근에는 산타 마리아 인 코스메딘 성당과 진실의 입이 있다.
잉글랜드 서머싯에 있는 18세기 건축물 하모니 신전(Temple of Harmony)은 포르투누스 신전을 바탕으로 제작한 장식용 건물이다.

## 갤러리

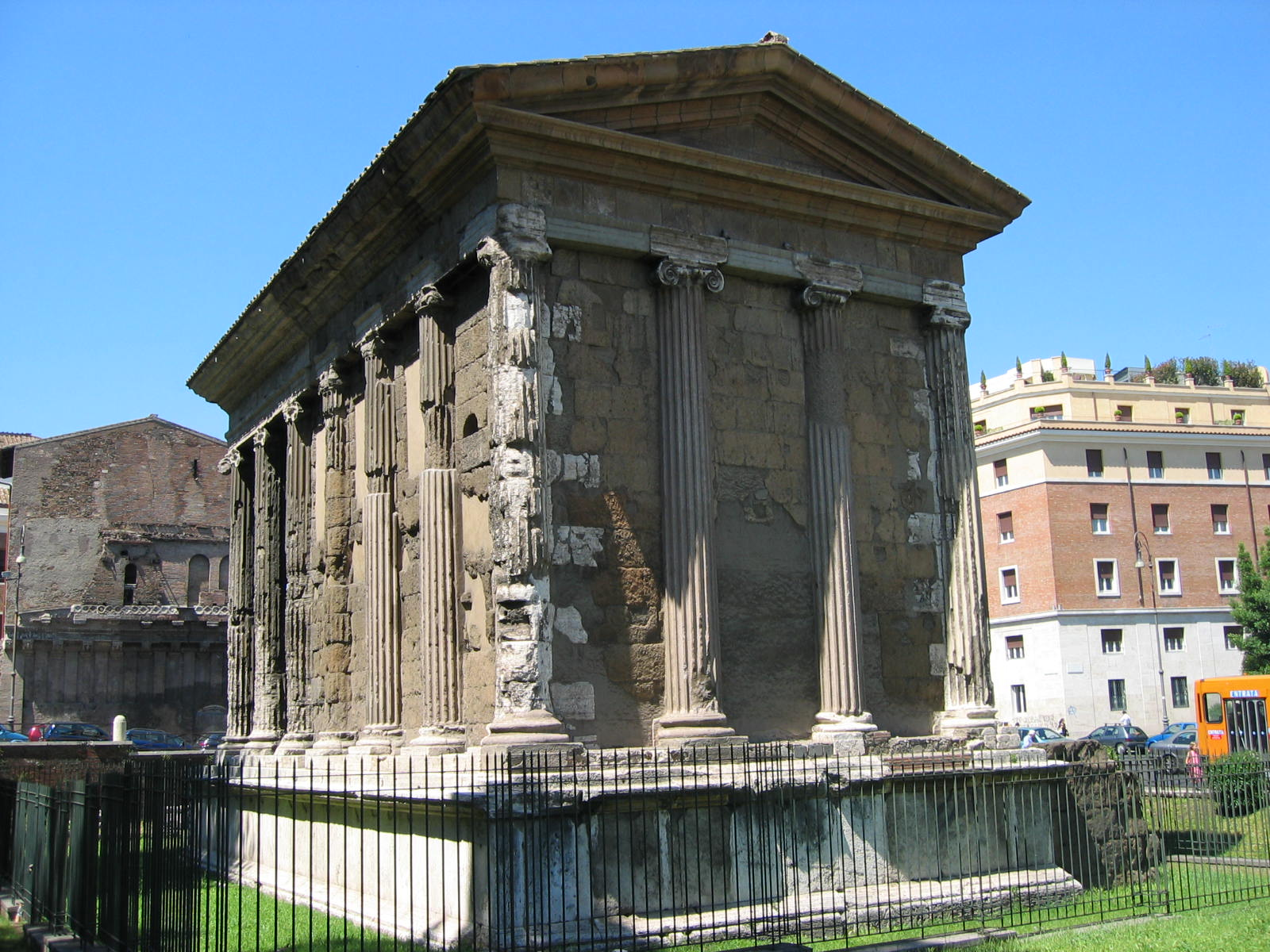
포르투누스 신전의 뒷모습
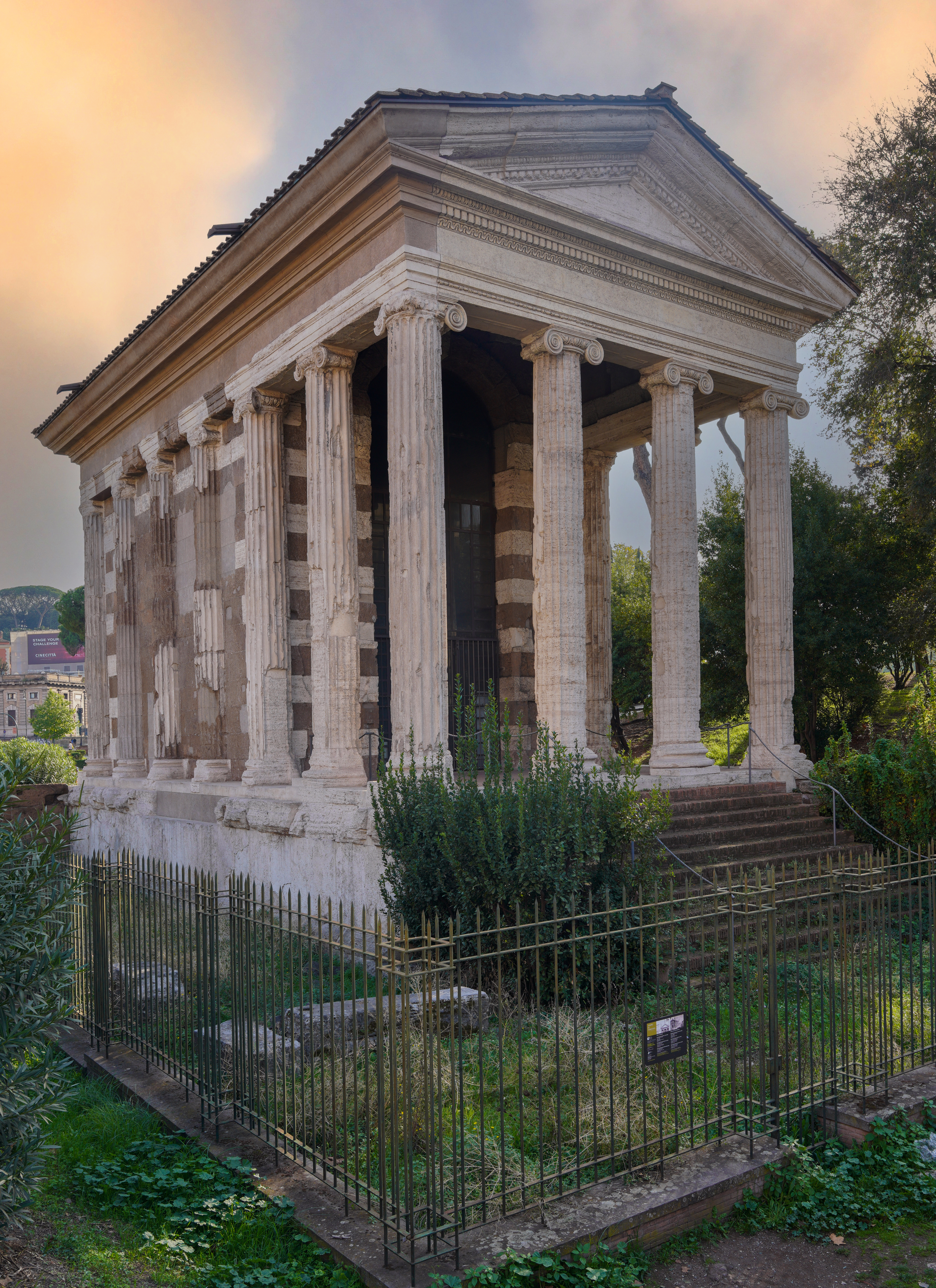
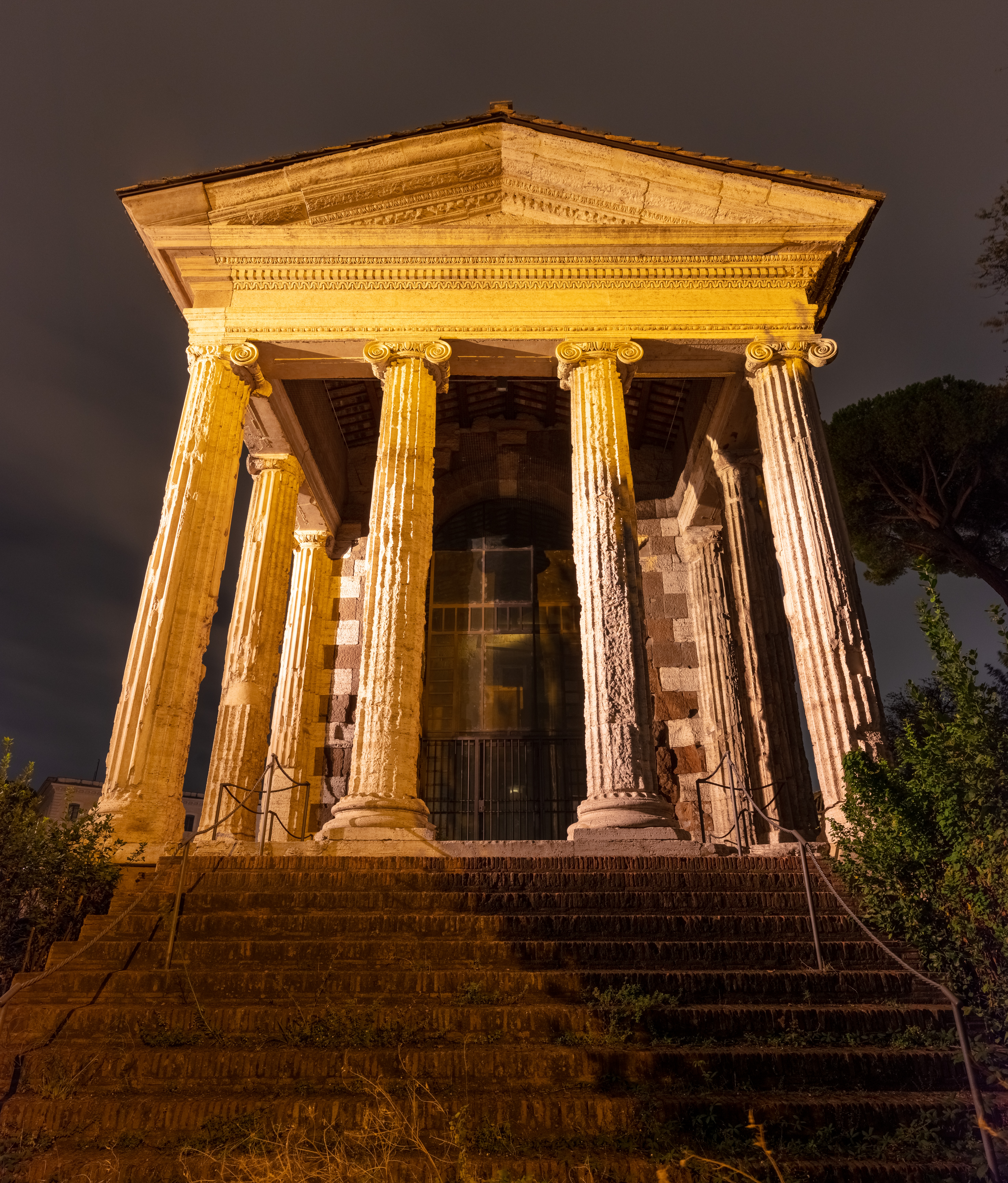
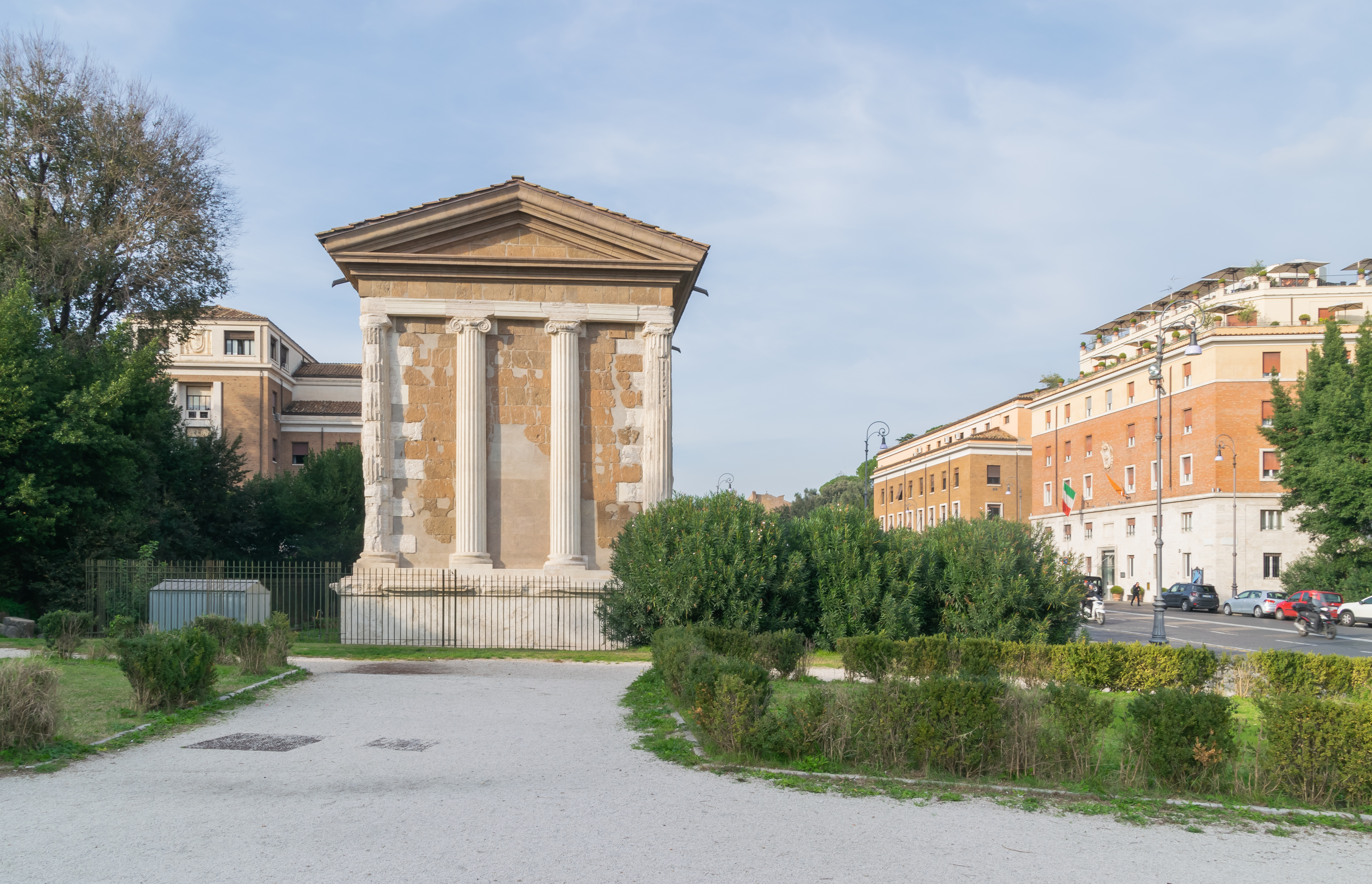